# 湘江
湘江（しょうこう、拼音: xiāng jiāng、Xiang River）、あるいは湘水（しょうすい）は、中華人民共和国を流れる大きな川の一つで、洞庭湖に注ぐ長江右岸の支流。湖南省最大の川であり、湖南省の別名「湘」（しょう）はこの川に由来する。長さは856km。

## 流路
湘江は、広西チワン族自治区桂林市霊川県の海洋山に発する。海洋山から流れる海洋河を源流とし、北東方向へ広西チワン族自治区を流れる。湖南省永州市東安県の瀑埠頭で湖南省に入る。湘江の全長856kmのうち、670kmほどは湖南省内にある。
永州市では紫水、石期河、瀟水、応水、白水などの支流が、衡陽市では蒸水と耒水が、衡山県では洣水が、株洲市淥口区で淥水が、湘潭市で漣水が流入する。長沙市の中心で瀏陽河と撈刀河が、望城区高塘嶺街道で潙水が流入し、岳陽市湘陰県の濠河口で左右に分かれて洞庭湖に注ぐ。
湘江には2,157の支流があるとされ、主要な支流のうち、瀟水、耒水、洣水、淥水、瀏陽河は東岸の支流で、祁水、蒸水、涓水、漣水、潙水は西岸の支流である。

## 流域
湘江流域は長江の南側、南嶺山脈の北に広がっている。東は羅霄山脈が贛江（かんこう）水系との分水界になっており、西は衡山山脈で資水水系と分かれている。94,600平方kmの流域面積のうち85,300平方kmが湖南省に属するが、これは湖南省の面積の40%に相当する。
湘江流域の多くは起伏の多い丘陵地帯と、その間の川沿いに連なる河谷平原と盆地からなる。下流の長沙から先は広い沖積平野になっており、洞庭湖に入る湘江以外の大きな川である資江、沅江（げんこう）、澧水（れいすい）の沖積平野と一体となった浜湖平原を形成している。
湘江流域の海抜高度は、上流と下流で差は大きくない。ただし起伏は多く、雨水は速やかに谷底へ流れて水が川に集中するのも早い。湘江をはじめ各支流は上流では山地を屈曲しながら流れ、渓谷を形成している。湘江の永州市より上流では水流が早く急で、川は山の岩層を削り峡谷を作っている。石灰岩の分布が多いため鍾乳洞なども多く、洞窟を通ってきた地下水が大量に川に供給される。懐化市から衡陽市までの間が湘江の中流で、沿岸は起伏のある丘陵になっており、その間に盆地や峡谷が続いている。衡山県から先が下流で、地勢は平坦であり川の流れは緩やかで、川に沿って砂州が断続的に続く。湘江の河口付近には大小の湖沼が広がっているが、これらは洞庭湖が現在より広かった頃の名残である。
上流の広西チワン族自治区桂林市興安県には、北へ流れる湘江と、その西方を流れる珠江支流の漓江とを結ぶ長さ30kmあまりの運河「霊渠」がある。これは秦の始皇帝が南越国征服のために築かせたとされるもので、双方の川の水がここで交換されている。

### 主な支流
- 瀟水
- 蘆洪江（別名・応水）
- 白水
- 涓水（別名・易俗河、興楽江、白果河）
- 荊陂河（別名・金辺河）
- 烏江
- 耒水
- 蒸水（古名・承水、別名・草河）
- 舂陵江（別名・茭源河、欧陽海ダムがある）
- 祁水（別名・小東江）
- 白河
- 栗江
- 浯水
- 宜水
- 洣水（古名・泥水）
- 紫渓河
- 靳江河（別名・靳江）
- 潙水河（古名・玉潭江）
- 撈刀河（撈塘河、潦滸河）
- 瀏陽河（瀏渭河、瀏水）

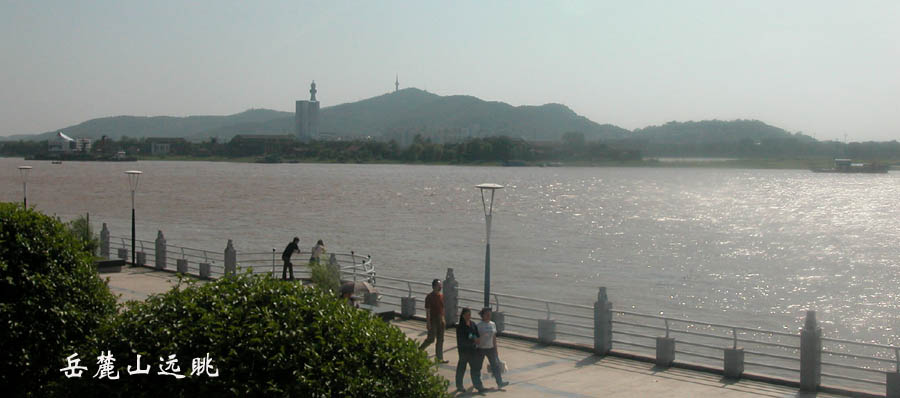
長沙市を流れる湘江と、その西岸にある岳麓山

- 漣水（上流では駱馬江、その後は甘渓となる）

### 流域の主な都市
永州市、衡陽市、株洲市、湘潭市、長沙市、岳陽市

## 環境と治水
湘江水系には通航可能な支流が31あり、湘江の主流は660km上流まで通航できる。湘江は長沙市・株洲市・湘潭市といった中国有数の重工業都市（長株潭都市群）の物流の一部を担っている。しかしそれゆえ、湘江は中国でも重金属汚染が最も激しい河川と呼ばれ、流域ではさまざまな金属による中毒などの公害も起こっている。
湘江流域の年降雨量は1,300mm以上で、降雨は春と夏に集中し、特に4月から6月は雨が多い季節である。雨季には湘江の水位は上昇し、4月から7月ごろに水位は年間最高に達する。
湘江とその支流では洪水が多い。水のない時期は川床があらわとなるが、流量が多い時期には河原は水没し周囲に溢れ出し、大水害を引き起こす。

## 伝説

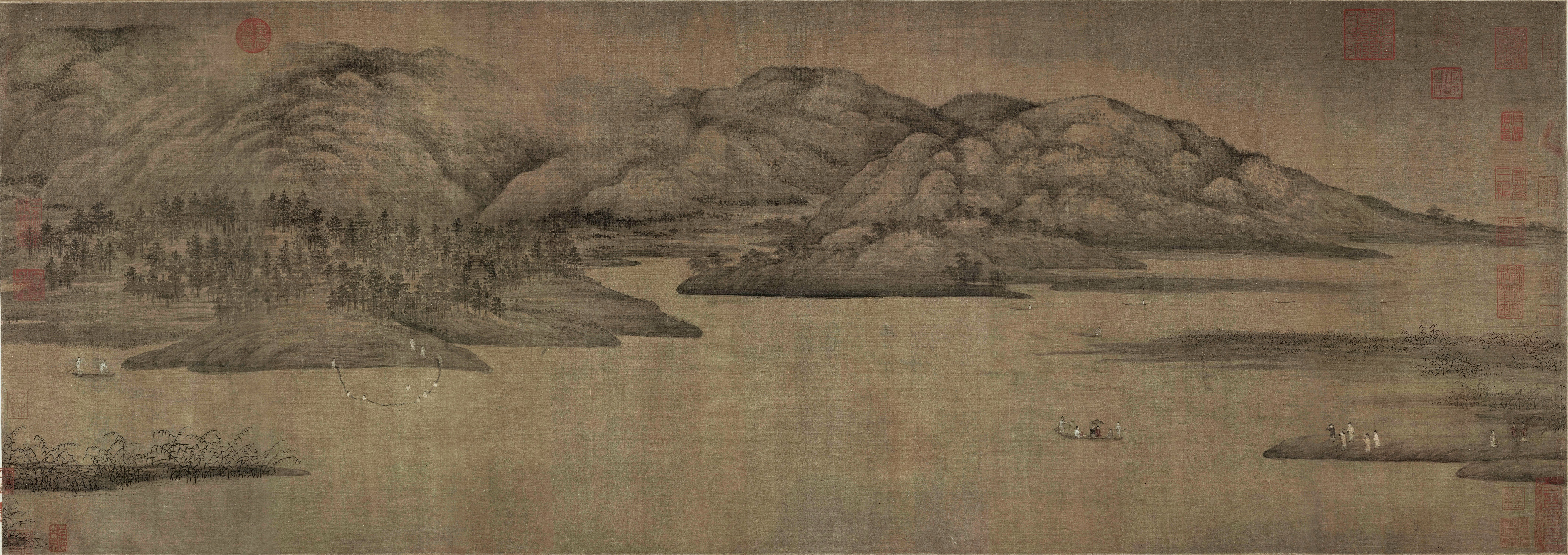
董源 『瀟湘図』、北京・故宮博物院所蔵

湘江の川の神は「湘妃」「湘君」といい、娥皇と女英の二人の女神からなる。娥皇と女英は舜帝の妃であったが、舜が没すると悲しんで川に身を投じ、以後川の神となった。斑竹の表面にある斑紋は、娥皇と女英の涙が落ちた跡が残って斑になったという言い伝えがあり、湘江竹、湘竹、涙竹などの別名がある。
春秋時代から戦国時代にかけてこの地にあった楚の人々は、湘水神を崇めた。楚の人であった屈原にも『湘夫人』という漢詩がある。
楚の地に伝わる湘妃などの神話、桃源郷をはじめとする伝説、およびこの地を流浪した屈原の詩により、風光明媚な湘江流域は神話的想像力や詩的想像力をかきたてる土地とみなされるようになっていった。これを背景に、洞庭湖から湘江、瀟水にかけての地域には瀟湘八景という名所が設定され、中国をはじめ東アジアで書画の題材となってきた。